# Токрау (река)
Токра́у или Токыра́у (в верховье — Жаманкуль; каз. Тоқырауын) — река в Казахстане. Длина — 298 км, площадь бассейна — 21 100 км². Средний расход воды в 134 км от устья — 1,56 м³/с.
Берёт начало от слияния реки Нурланаща и реки Егизкойтас на высоте около 901 м над уровнем моря.
Оканчивается в песках севернее Балхаша. В редкие годы, во время весеннего паводка, воды реки прорываются к Балхашу.
Питание в основном снеговое. На реке расположены сёла Актогай и Сарытерек, ниже которого русло наполняется только с марта по май, а также, реже, поздней осенью. В верховьях реки Токрау находится могильник Егизкойтас.